# ديفيد دان (لاعب كرة قدم)
ديفيد دان (بالإنجليزية: David Dunn)‏ (1 نوفمبر 1981 في المملكة المتحدة - ) هو لاعب كرة قدم بريطاني في مركز الوسط. لعب مع نادي ماذرويل ونادي كلايد ونادي ستيرلينغشير الشرقية وأردريونيانز وLarkhall Thistle F.C. ‏ ولينليثغو روز ‏ وSauchie Juniors F.C. ‏ وThorniewood United F.C. ‏ ونادي آير يونايتد.

## وصلات خارجية
- ديفيد دان على موقع قاعدة بيانات كرة القدم.إي يو (الإنجليزية)
- ديفيد دان على موقع Soccerbase.com (لاعب) (الإنجليزية)